# Medycyna tybetańska
Ten artykuł opisuje teorie, metody lub czynności niezgodne ze współczesną wiedzą medyczną.
Medycyna tybetańska – praktykowana od wieków w Tybecie oraz terenach sąsiadujących, tradycyjna forma medycyny, która wykorzystuje kompleksowe podejście diagnostyczne, w pierwszej kolejności wywiad tj rozmowę z pacjentem, a następnie analizę pulsu, śliny, moczu, diety,  sposobu zachowania się, kondycji ciała. W pierwszej kolejności lekarz modyfikuje pacjentowi dietę i styl życia.Jeżeli to nie wystarcza,stosowane są  lekarstwa na bazie naturalnych składników roślinnych i mineralnych oraz tzw. zewnętrzne techniki leczenia jak masaże, akupunktura, nakładanie na ciało olejów medycznych, kompresy ciepłe lub zimne. W medycynie tybetańskiej można w zasadzie mówić o 2 podstawowych typach chorób: ciepłej ( miejsce ze zbyt szybkim metabolizmem- stan zapalny)  i zimne gdzie metabolizm jest zwolniony przez to funkcje są osłabione.  Medycyna ta wykorzystuje również praktyczną wiedzę pochodzącą z praktykowania  tantr buddyjskich i wynikającego z tej praktyki rozwoju duchowego. W medycynie tybetańskiej mówi się, że cześć wiedzy pochodzi od oświeconych nauczycieli, cześć od lekarzy praktyków leczących wcześniej. Wg medycyny tybetańskiej początki zastosowań praktyki leczniczej sięgają 4000 lat wstecz. Pierwsze zachowane zapiski medyczne są z 8 wieku. 

## Przyczyna i warunki drugorzędne chorób
Medycyna tybetańska obejmuje swoim zainteresowaniem trzy poziomy obecności człowieka. Poziom duchowy (umysł), energetyczny (emocjonalny) i poziom ciała fizycznego. Początek - to stan zdrowia, stan równowagi, zwany "stanem niezmienionym" . W tym stanie przebywają w zasadzie istoty na bardzo wysokim poziomie rozwoju duchowego. Wszystkie zaburzenia, wszystkie "choroby", zarówno psychiczne (umysłu), emocjonalne (energii), jak i na poziomie ciała fizycznego są wynikiem zaburzenia  stanu równowagi. Wejścia w "zmieniony stan". Mówi się, że "stan niezmieniony" jest jak czysta woda, "stan zmieniony" jak woda zabrudzona. Istota o wysokim poziomie harmonii, wysokim poziomie świadomości, przebywa w "stanie niezmienionym". Pozostałe istoty w "stanie zmienionym". Duchowa praktyka prowadząca do rozwoju świadomości harmonizuje  5 elementów (3humory).    
Osoba zdrowa nie wymaga leczenia. Osoba "chora", by stała się zdrowa, powinna zrównoważyć swoje elementy.
Medycyna tybetańska opiera się na koncepcji pięciu elementów. Należą do nich przestrzeń, wiatr, ogień, woda i ziemia. Stan zdrowia jest stanem zharmonizowania elementów. Element przestrzeni nie jest elementem na który medycyna tybetańska zwraca główną uwagę. ( To jest domena praktyki duchowej). Wynika to ze stopnia abstrakcyjności i wszechobecności tego elementu. Żeby w pełni doświadczać przestrzeni trzeba mieć zharmonizowane pozostałe cztery elementy.    
Cztery elementy są przedstawione w postaci trzech humorów ( by uprościć diagnostykę i leczenie). Flegma, pierwszy humor, składa się z elementu ziemi i wody, są to materialne elementy. Następnie  mamy pozostałe dwa humory: ogień  i wiatr. Humor flegmy jest ciężki, chłodny, stabilny, ugruntowujący. Humor ognia jest ciepły, lekki i powoduje dojrzewanie. Element wiatru jest ruchliwy, przenikliwy, lekki, zasadniczo zimny, ale gdy zaburza element ognia, zwiększa się ilość ciepła( rozdmuchuje ogień). Czyni rzeczy szorstkimi.   
Większość jakichkolwiek zaburzeń harmonii rozpoczyna się od zaburzenia wiatru( wiatr w pewnym sensie reprezentuje myśli) jest związany z umysłem.  Wiatr jest też pierwszym po przestrzeni elementem w procesie tworzenia się świata. Wszechświat powstaje z przestrzeni (umysłu). W niej pojawia się myśl, czyli ruch (wiatr), z czasem ten ruch przez tarcie zaczyna wytwarzać ciepło (ogień). Gdy ten ruch traci swoją dynamikę( energię), przekształca się i gęstnieje w wodę, a potem  jeszcze bardziej gęstnieje, aż staje  się ziemią. Wg medycyny tybetańskiej  wszystko  na świecie zawiera 5 elementów. Np woda zawiera się w przestrzeni, ma swój ruch, swoją temperaturę, i stałość. Lód też ma te same elementy, ale ma mniej ciepła wiec i ruchliwość jest mniejsza.  
Każda zaburzenie humorów ma swoją pierwotną przyczynę (po tybetańsku GIU) i drugorzędne warunki wyzwalające (KIEN). Giu to zawsze nierównowaga 3 humorów( wiatr, ogień i flegma ). Pierwotnie wszystkie istoty, za wyjątkiem wysoko rozwiniętych duchowo, mają nierównowagę w humorach. ( To też związane jest z karmą).  Kien to drugorzędne wydarzenia, np.  zima pogoda  i zmarznięcie, lub uraz, wypadek, czy zjedzenie czegoś toksycznego. To destabilizuje mocniej aktualną, zaburzoną, już harmonię i prowadzi do chorób.